# Lovskola
Lovskola kallas i Sverige en speciell form av skolundervisning för elever i grundskolans årskurs 8 och 9. Lovskolan anordnas i första hand vid vårterminens slut, i juni månad. Lovskolan riktar sig till elever som gått ut årskurs 9 utan att vara behöriga till gymnasiet, och elever som gått ut årskurs 8 och som riskerar att inte bli behöriga till gymnasiet när de går ut årskurs 9. Lovskola regleras i skollagen och infördes höstterminen 2017. Lovskola är frivillig för elever, men det är obligatoriskt för skolhuvudmän att erbjuda den. Det utgår särskild statlig ersättning för lovskola.

## Obligatorisk lovskola
Huvudmän (kommuner eller fristående) är skyldiga att ordna lovskola för elever som gått ut grundskolan utan att vara behöriga för att söka ett nationellt gymnasieprogram. Med det menas att man inte har godkänt i svenska, engelska och matematik och ytterligare fem ämnen. Lovskolan anordnas då på sommarlovet efter årskurs 9, och ska infalla i juni månad. Huvudmän är också skyldiga att ordna lovskola för elever som gått ut årskurs 8 och som riskerar att inte bli behöriga när de gått ut årskurs 9. Undervisningstiden ska vara minst 50 timmar efter årskurs 8, och minst 50 timmar efter årskurs 9.

## Frivillig lovskola
Huvudmännen kan ordna lovskola även vid andra tillfällen än på sommarlovet (till exempel under höstlov eller februarilov), dock ej under skoldagar under terminerna. Om eleverna deltar i lovskolan vid sådana tillfällen kan tiden räknas av från den obligatoriska lovskolan. 
Skolor eller skolhuvudmän kan också erbjuda annan form av frivillig undervisning på loven, som inte ingår i den formella lovskolan.

## Betyg efter lovskolan
En elev som gått ut årskurs 9, som saknar godkänt betyg (E–A) i ett ämne, och fått undervisning i ämnet på lovskola, har efter lovskolan rätt att göra prövning i ämnet. Då ska kunskaperna i hela ämnet prövas, inte bara de delar som eleven läst på lovskolan. Eleven får då ett nytt betyg i ämnet som ersätter eventuellt tidigare betyg.